# HMS Lark (U11)
«Ларк» (англ. HMS Lark (U11)) — військовий корабель, шлюп типу «Модифікований Блек Свон» Королівського військово-морського флоту Великої Британії за часів Другої світової війни.

## Історія створення
Шлюп «Ларк» був закладений 5 травня 1942 року  на верфі компанії Scotts Shipbuilding and Engineering Company у Гріноку. 28 серпня 1943 року він був спущений на воду, а 10 квітня 1944 року увійшов до бойового складу Королівських ВМС Великої Британії.

## Історія служби

### У складі ВМС Великої Британії
Після вступу у стрій шлюп «Ларк» брав участь в забезпеченні висадки союзників в Нормандії. До кінця вересня 1944 року супроводжував конвої в Ла-Манші, потім був переданий до складу 8-ї ескортної групи.
З 10 листопада 1944 року по 1 лютого 1945 року здійснив 2 походи в СРСР, супроводжуючи конвої серії JW/RA.
3 лютого 1945 вирушив до СРСР, супроводжуючи конвой JW 64 і 15 лютого прибув до Кольської затоки. 17 лютого вирушив у зворотній путь. Того ж дня разом з корветом «Елнуїк Касл» потопив німецький підводний човен U-425. Проте через декілька годин корабель був торпедований підводним човном  U-968. «Ларк» залишився на плаву і був відбуксирований до Кольської затоки, де  викинувся на берег біля села Роста. Через недоцільність відновлення корабля британці зняли з нього запаси, озброєння та деяке обладнання, і 13 червня 1945 року передали рештки корабля СРСР.

### У складі ВМФ СРСР
Згідно з післявоєнними звітами, корабель був включений до складу ВМФ СРСР під назвою «Нептун» і перебував на службі до 1956 року, але це не підтверджено документально. Видається малоймовірним, що корпус був перебудований та переобладнаний для подальшого використання.